# Festival cinematografico internazionale di Mosca 2009
La 31ª edizione del Festival cinematografico internazionale di Mosca si è svolta a Mosca dal 19 al 28 giugno 2009.
Il Giorgio d'Oro fu assegnato al film russo Petja po doroge v Carstvie Nebesnoe diretto da Nikolaj Dostal'.

## Giuria
- Pavel Lungin ( Russia - Presidente della Giuria)
- Shyam Benegal ( India)
- Nick Powell ( Regno Unito)
- Serhij Trimbač ( Ucraina)
- Gulnara Dusmatova ( Kazakistan)

## Film in competizione
| Film                                            | Regista                      | Nazione           |
| ----------------------------------------------- | ---------------------------- | ----------------- |
| Bibi                                            | Hassan Yektapanah            | Iran              |
| Beauty utusukushiimono                          | Toshio Gotō                  | Giappone          |
| Čudo                                            | Aleksandr Proškin            | Russia            |
| Cinco días sin Nora                             | Mariana Chenillo             | Messico           |
| Come Dio comanda                                | Gabriele Salvatores          | Italia            |
| Happy New Year                                  | Christoph Schaub             | Svizzera          |
| Jeo nuk ui game                                 | Wee An Choi                  | Corea del Sud     |
| Mała Moskwa                                     | Waldemar Krzystek            | Polonia           |
| Mediatori                                       | Dito Tsintsadze              | Georgia, Germania |
| Melodia per organetto (Melodiya dlya sharmanki) | Kira Muratova                | Ucraina           |
| Mooki bo'era                                    | Lina Chaplin e Slava Chaplin | Israele           |
| Reparto 6 (Palata No. 6)                        | Karen Šachnazarov            | Russia            |
| Petja po doroge v Carstvie Nebesnoe             | Nikolaj Dostal'              | Russia            |
| Raki                                            | Ivan Čerkelov                | Bulgaria          |
| The Missing Person                              | Noah Buschel                 | USA               |
| Tréfa                                           | Péter Gárdos                 | Ungheria          |

## Premi
- Giorgio d'Oro: Petja po doroge v Carstvie Nebesnoe, regia di Nikolai Dostal'
- Premio Speciale della Giuria: Čudo, regia di Aleksandr Proškin
- Giorgio d'Argento:
  - Miglior Regista: Mariana Chenillo per Cinco días sin Nora
  - Miglior Attore: Vladimir Il'in per Reparto 6
  - Miglior Attrice: Lena Kostjuk per Melodia per organetto
- Giorgio d'Argento per il Miglior Film nella Competizione Prospettiva: Konpliktis zona, regia di Vano Burduli
- Premio Speciale per un eccezionale contributo al mondo del cinema: Rezo Chkheidze
- Premio Stanislavskij: Oleg Jankovskij
- Premio della Giuria dei Critici Russi per il Miglior Film in Competizione: Come Dio comanda, regia di Gabriele Salvatores
- Premio della Giuria dei Critici Russi per il Miglior Film in Competizione - Menzione speciale: The Missing Person, regia di Noah Buschel